# 大阪整形外科病院
大阪整形外科病院（おおさかせいけいげかびょういん）は、医療法人啓信会が大阪府大阪市福島区大開に設置する病院。

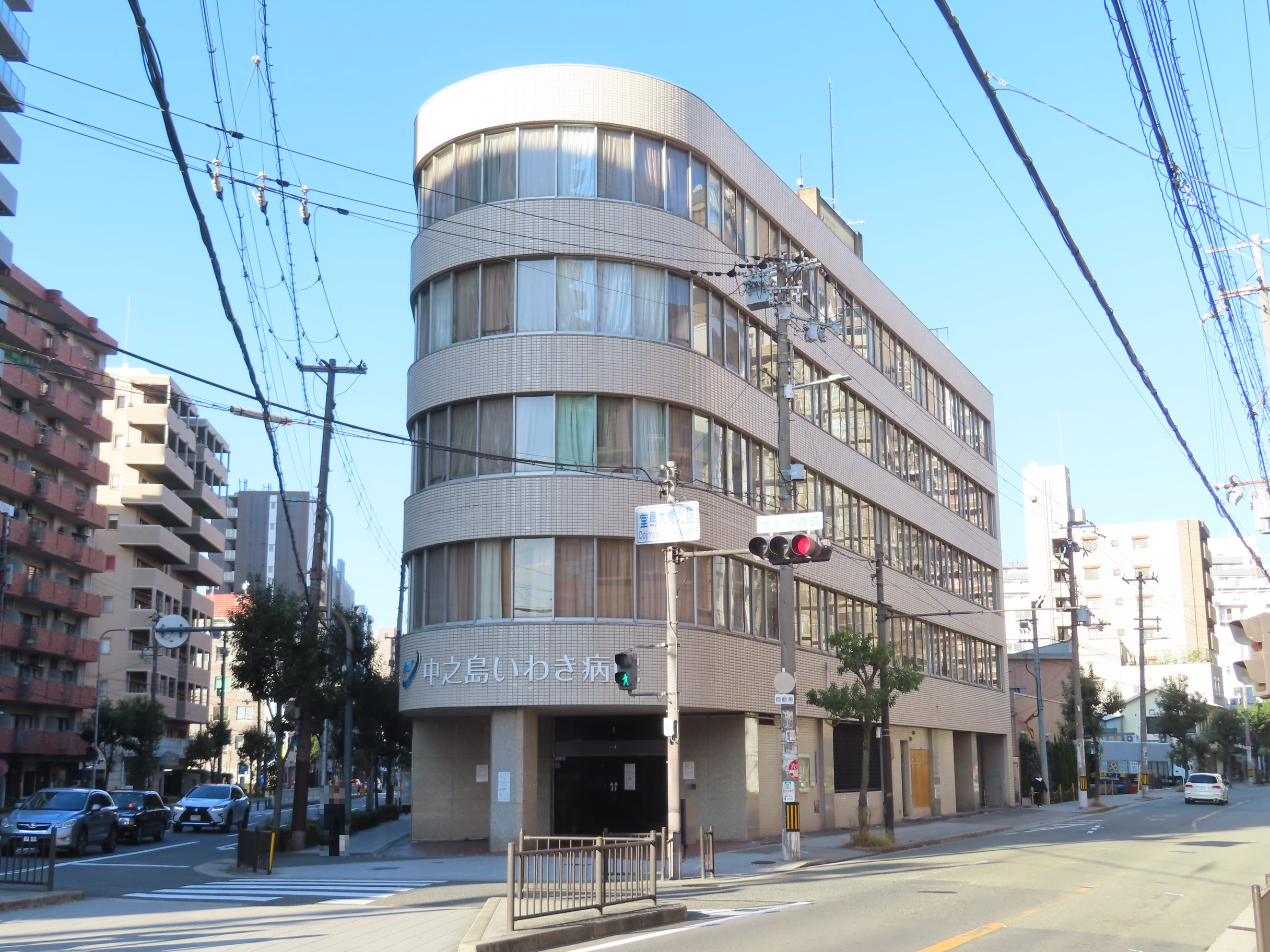
中之島いわき病院時代の建物（福島区福島）

## 診療科
- 整形外科
- リハビリテーション科
- 内科
- 循環器内科
- リウマチ科
- 放射線科
- 麻酔科
- 人工関節センター

## 医療機関の認定
（下表の出典）
| 保険医療機関                       | 労災保険指定病院                 |
| 生活保護法指定病院                 | 指定自立支援病院（更生医療）     |
| 結核指定病院                       | 特定疾患治療研究事業委託医療機関 |
| 原子爆弾被害者一般疾病医療取扱病院 | 公害医療機関                     |

- 救急告示病院（二次救急）に指定されている[2]。
- このほか、各種法令による指定・認定病院であるとともに、各学会の認定施設でもある。

## 交通アクセス
- JR大阪環状線・JR桜島線・阪神なんば線「西九条駅」より徒歩15分[3]
- 阪神なんば線「千鳥橋駅」より徒歩10分[3]
- 阪神本線「野田駅」より徒歩20分[3]

## 周辺
- 北港通[3]
- 福山通運大阪支店[3]